# Паладијум (митологија)
У Грчкој и Римској митологији паладијум или паладион је био кип посвећен богињи Атини за који се веровало да ће чувати град у коме се налазио и да ће га начинити неосвојивим.
Атина је од почетка до краја античког света била заштитница Грка, посебно Атињана, који су јој били најмилији. Као Палада Атина штитила је, осим Атине, и друге градове који су у храмовима имали њене посвећене кипове, тзв. паладијуме. Такав паладијум у свом граду су имали и Тројанци. Да би освојили Троју, Ахајци су морали да га украду и однесу, што је пошло за руком Одисеју и Диомеду.